# Азбукин, Дмитрий Иванович
Дмитрий Иванович Азбукин (1 июня 1883, Орёл — 8 июня 1953, Москва) — русский советский дефектолог, врач-психоневролог. Доктор педагогических наук, профессор. Заслуженный деятель науки РСФСР. Член-корреспондент АПН РСФСР.

## Биография
Д. И. Азбукин родился в семье помощника смотрителя 2-го Орловского духовного училища.
Окончил медицинский факультет Московского университета.
В 1905 году участвовал в Москве в революционных событиях. В 1907 году был арестован за участие в этих событиях. Во время Первой мировой войны служил военным врачом-психиатром в Москве, а затем главным врачом неврологического госпиталя в Ровно. Был членом Общества борьбы с алкоголизмом в Москве; им был составлен «Каталог передвижных противоалкогольных выставок Общества» (М.: т-во тип. А. И. Мамонтова, [1914]. — 31 с.); он автор статьи «Народные предрассудки и научная правда о спиртных напитках».
В 1919 году избран профессором кафедры психиатрии Уральского университета. В 1922 году в Москве получил степень доктора медицины. В 1924 году преподавал в Институте педологии и дефектологии. С 1925 года работал на педагогическом факультете 2-го МГУ (ныне МПГУ) в качестве заведующего дефектологическим отделением. Получил звание профессора лечебной педагогики. В 1931 году стал деканом дефектологического факультета и заведующим кафедрой психопатологии Московского государственного педагогического института А. С. Бубнова.
По воспоминаниям известного учёного А. Г. Спиркина при работе с больными Д. И. Азбукин использовал гипноз: 

Психиатрию я проходил у Дмитрия Ивановича Азбукина. Он занимался гипнозом: усыплял, внушал, лечил. Я помню, как приходили к нему люди, заколдованные в деревнях. Он их из этого состояния выводил.— Ровесник Советской власти
В 1936 году Д. И. Азбукину была присуждена учёная степень доктора педагогических наук. С 1944 года он заведовал отделом теории и истории олигофренопедагогики Научно-исследовательского института дефектологии, работал заместителем директора института. В 1947—1951 гг. был директором института.
В 1945 году Д. И. Азбукин был избран членом-корреспондентом АПН РСФСР.
Похоронен на Ваганьковском кладбище (25 уч.).

## Вклад в развитие отечественнойпсихиатрииидефектологии
Д. И. Азбукин написал целый ряд работ по психиатрии, в которых касается многих проблем патологии психики человека. В 1914 г. он описывает нервно-психические расстройства, связанные с интоксикацией аммиаком у рабочих кожевенного производства. В 1926 г. изучает вопросы курортного лечения неврозов. Исследует особенности психической травматизации педагогов-дефектологов и выдвигает положения об охране их здоровья.
Значимы его исследования и в области изучения умственно отсталых детей. Он разработал классификацию олигофрении по принципу эндокринной патологии. Избрав этот критерий, Дмитрий Иванович предвосхитил открытие энзимопатий — нарушений биохимического метаболизма — в качестве одной из важнейших причин умственной отсталости. Большое значение он придавал роли наследственности в происхождении нервно-психических и соматических заболеваний (мигрень, слепота и её сочетание с умственной отсталостью, шизофренией).
Д. И. Азбукин предлагал проводить терапию умственной отсталости гормональными и другими препаратами — естественными метаболитами, повышающими общебиологический и психический тонус.
Кроме того, Дмитрий Иванович разрабатывал комплексный медико-педагогический подход к работе с умственно отсталыми детьми, а также вопросы медико-педагогического сопровождения в учреждениях для умственно отсталых и положения о медицинской службе во вспомогательной школе (вопросы отбора, гигиенического режима, медицинского оборудования). Он высказывает мысль о содействующих классах для отстающих детей (по современной терминологии дети с задержкой психического развития).
Дмитрий Иванович написал одну из первых работ по истории олигофренопедагогики в России. В них он показал роль В. П. Кащенко и М. П. Постовской в развитии отечественной дефектологии.
Кроме дефектологии, Д. И. Азбукин интересовался так же составлением психологических портретов, он написал ряд исследований, посвящённых психопатологическому анализу личности известных деятелей культуры и литературных героев. Он сделал психологический анализ героев поэмы Н. В. Гоголя «Мёртвые души», описал динамику психического состояния А. П. Чехова в период обострения туберкулезного процесса. Им опубликован генеалогический анализ семей Ф. М. Достоевского, В. М. Гаршина, Л. Н. Толстого.

## Труды
- Азбукин Д. И. Умственная отсталость детей и как с ней бороться.- М.,1926.
- Азбукин Д. И. Основы психопатологии и психогигиены детского возраста для педагогов.- М., 1930.
- Азбукин Д. И. Клиника олигофрении: Учеб. пособие. — М.: Учпедгиз, 1936. — 110 с.
- Азбукин Д. И. Олигофрения и деменция
- Азбукин Д. И. К казуистике корсаковского психоза
- Азбукин Д. И. Проблемы специальной педагогики и психологии // Труды Института дефектологии. — 1948. — 163 с. (см. Известия Академии педагогических наук РСФСР. — Вып. 19. — 1948).